# Joshua Smith (Fußballspieler)
Joshua Smith (* 10. März 1992 in Fort Polk, Louisiana) ist ein ehemaliger US-amerikanischer Fußballspieler.

## Karriere
Geboren auf dem Armeestützpunkt Fort Polk in Louisiana kam er durch die Versetzung seines Vaters bereits als Kind nach Deutschland, zunächst auf die US Air Base nach Wiesbaden, später wuchs er in Kaiserslautern und Karlsruhe auf. In seiner Jugend spielte er für die TSG Kaiserslautern und den Karlsruher SC in der U-17- und U-19-Bundesliga. 2009 absolvierte er außerdem ein Länderspiel für die U-17 der USA. Seine erste Seniorenstation war der SC 07 Idar-Oberstein, mit dem er 2011/12 in der Regionalliga West spielte. Nach dem Abitur zog es Smith zurück in die USA, dort absolvierte er ein BWL-Studium an der University of San Francisco und spielte für die Universitätsmannschaft in den Ligen der NCAA. In dieser Zeit war er auch für die PDL-Klubs San Jose Earthquakes U-23 und Burlingame Dragons FC aktiv. 2017 meldete sich Joshua Smith für den MLS SuperDraft an und wurde von New England Revolution verpflichtet. In der Major League Soccer machte er in der Saison sechs Spiele, sein Debüt gab er am 3. April 2017 beim 1:1 gegen die Portland Timbers. Im Januar 2018 kehrte er nach Deutschland zurück und schloss sich dem Oberligisten SC Hessen Dreieich an. Hier wurde der Abwehrspieler bis zum Saisonende nicht eingesetzt und der Vertrag wurde wieder aufgelöst. Nachdem er eine komplette Spielzeit ohne Verein war verkündete der irische Erstliga-Aufsteiger Finn Harps am 19. Juli 2019 die Verpflichtung Smiths bis zum Jahresende. Am 17. Dezember 2019 gab der ebenfalls irische Club Galway United seine Verpflichtung bekannt. Dort absolvierte Smith noch zwei Zweitligaspiele und beendete nach der Saison 2020 seine aktive Karriere.